# Sendero Europeo E-3

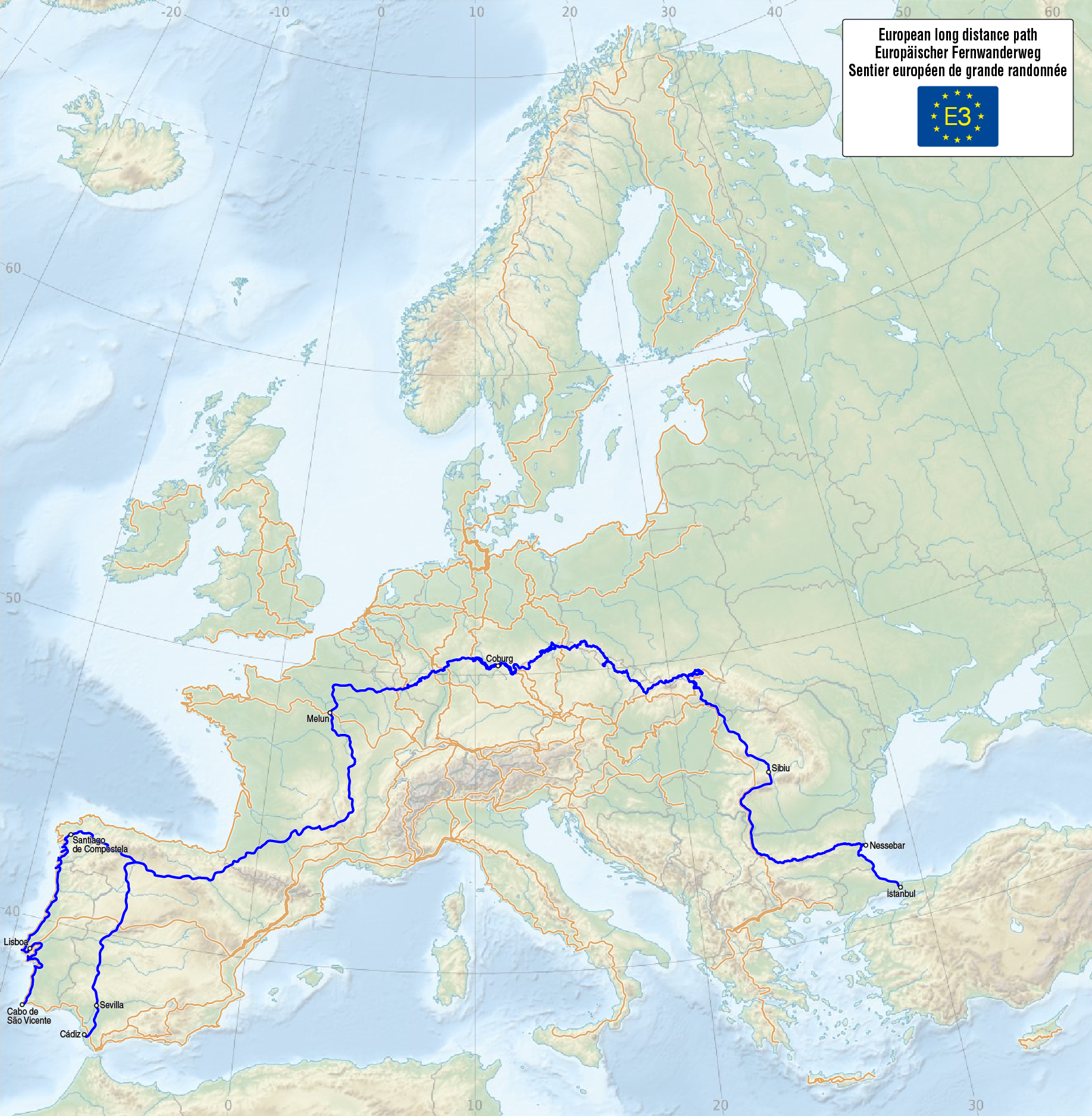
Mapa del Sendero Europeo E-3

El Sendero Europeo de Largo Recorrido E-3, o simplemente Sendero Europeo E-3, es uno de los caminos que comprenden la red de Senderos Europeos de Gran Recorrido. Con una distancia 6.950 kilómetros, está planeado para recorrer una distancia que abarca de la costa portuguesa al Mar Negro en Bulgaria. 

## Ruta
Las secciones completas de la ruta pasan a través de España, Francia, Luxemburgo, Bélgica, Alemania, la República Checa, Eslovaquia, un tramo pequeño en Polonia, Hungría, Rumanía y Bulgaria.
La parte española de la E-3 sigue el Camino de Santiago, y específicamente el Camino de Santiago Francés entre Santiago de Compostela y Francia (GR-65). En Eslovaquia, el camino pasa por el Malá Fatra y los Montes Tatra. En Rumanía, la ruta incluye los Cárpatos meridionales (Alpes de Transilvania). En Bulgaria, el camino sigue la cordillera de las Montañas balcánicas de Pico Kom en la frontera serbia a Cabo Emine en el Mar Negro.
Está planeado extender la ruta por Portugal para acabar en Cabo de San Vicente y en Turquía para llegar a Estambul.

## Galería de imágenes

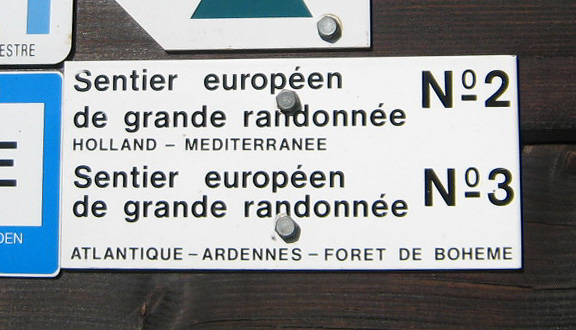
Señal en el camino de la E-3 cerca de Vianden, Luxemburgo.
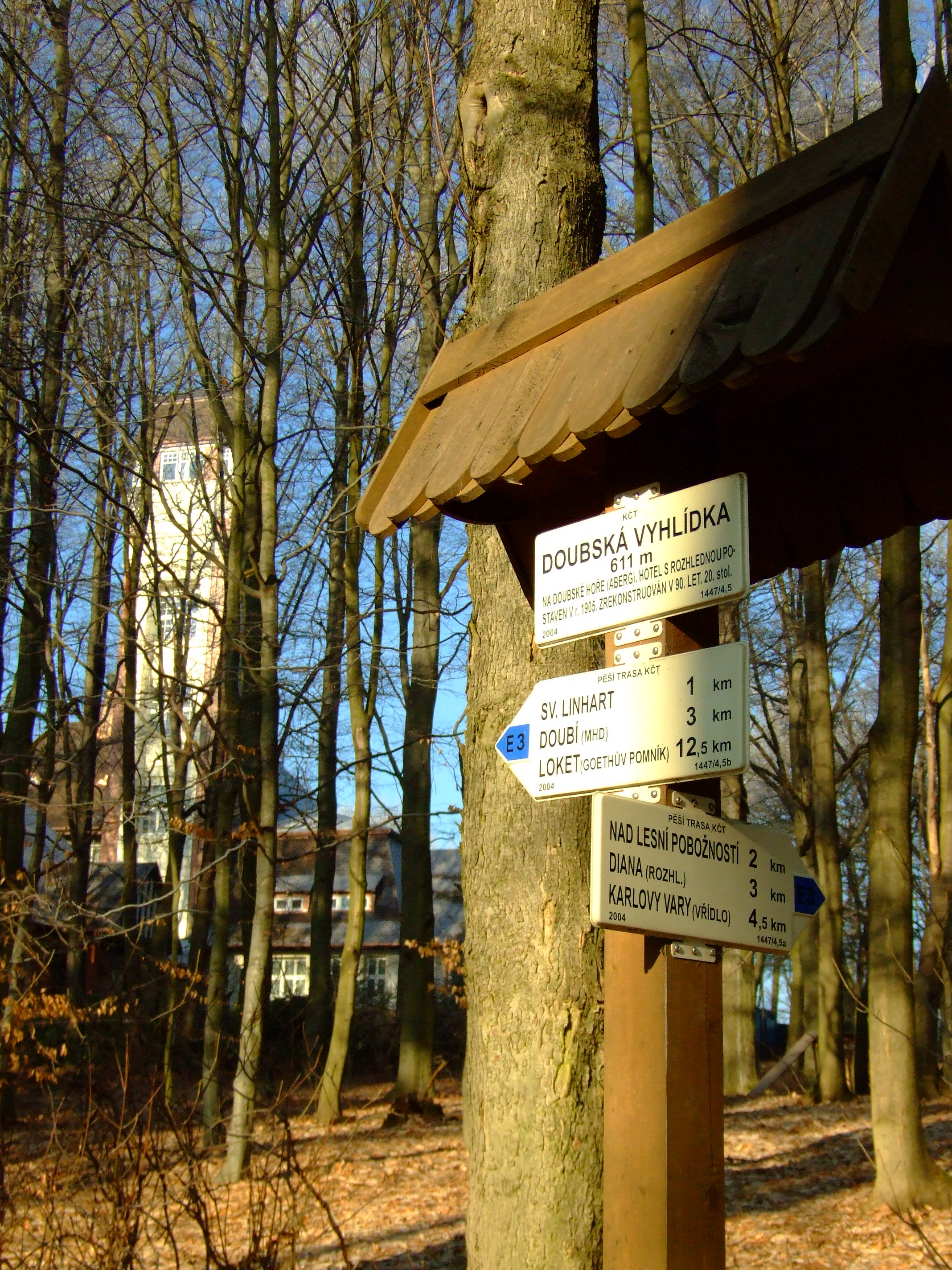
Señal del camino en Karlovy Vary, República Checa.
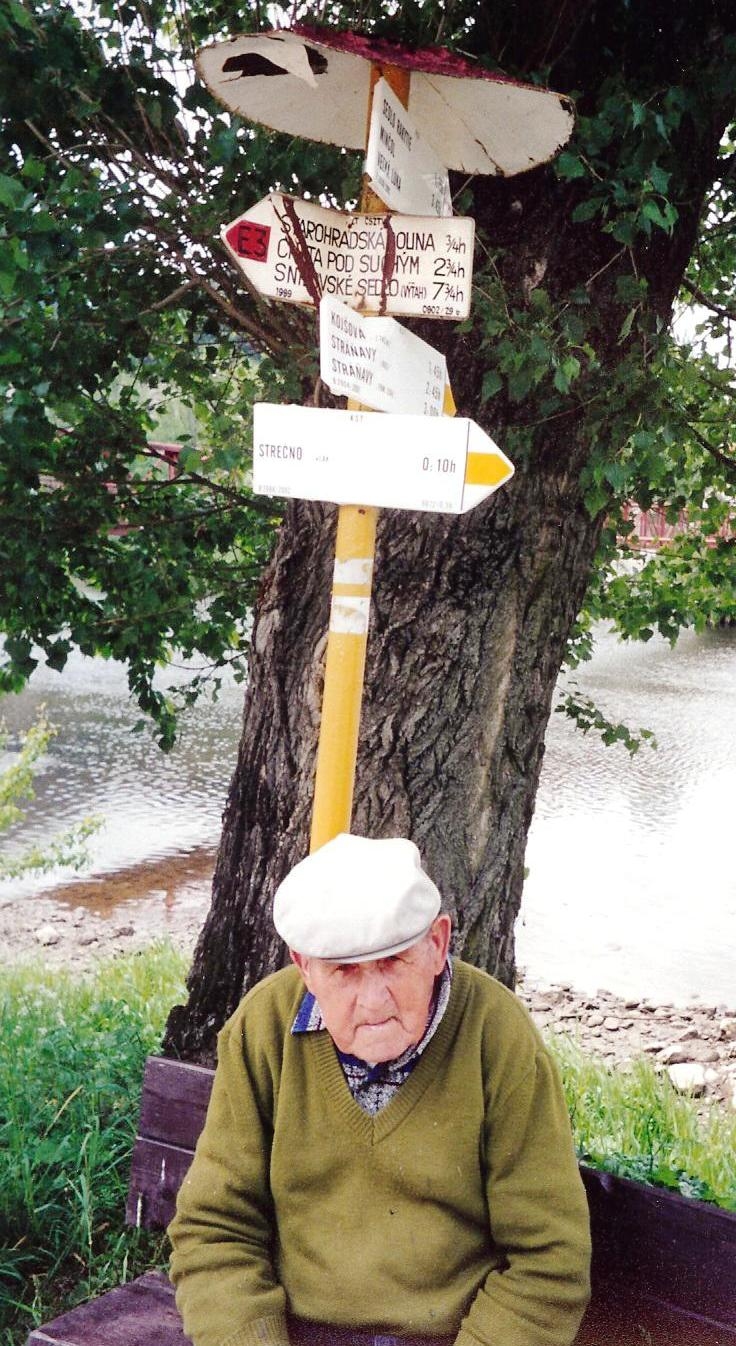
E-3 en el lado oeste de la cordillera Malá Fatra en el norte de Eslovaquia.
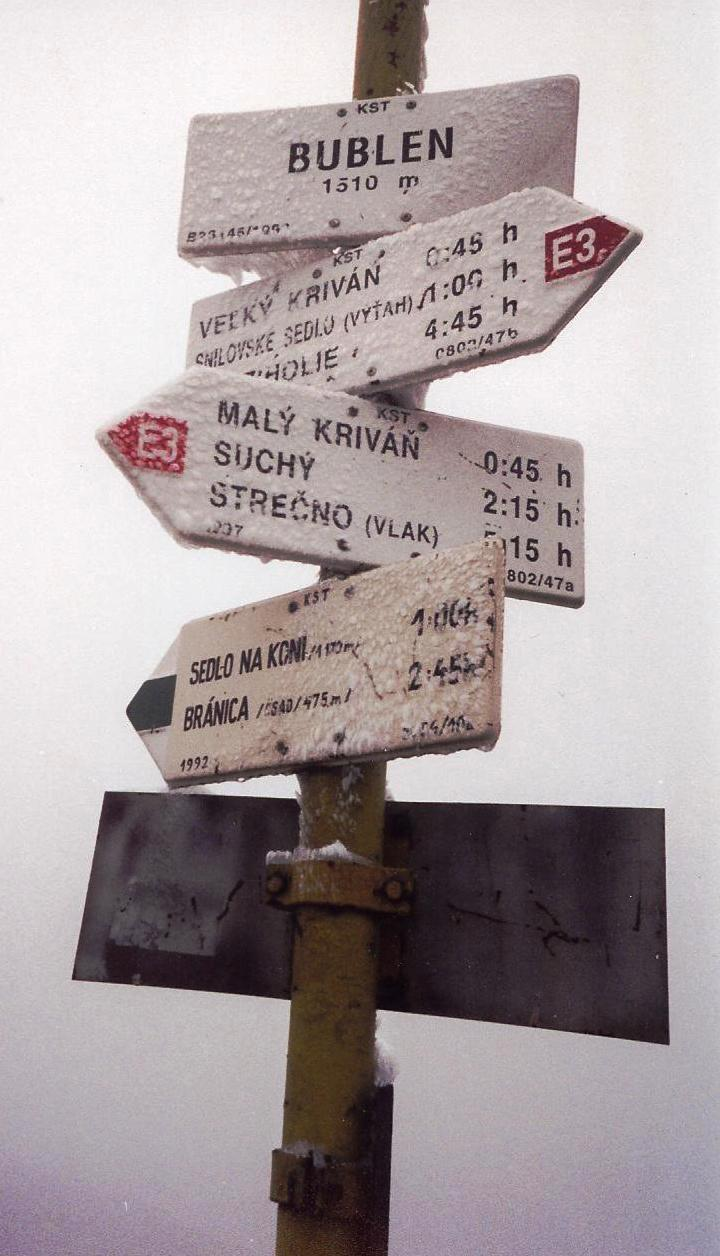
La E-3 en el Malá Fatra de Eslovaquia.
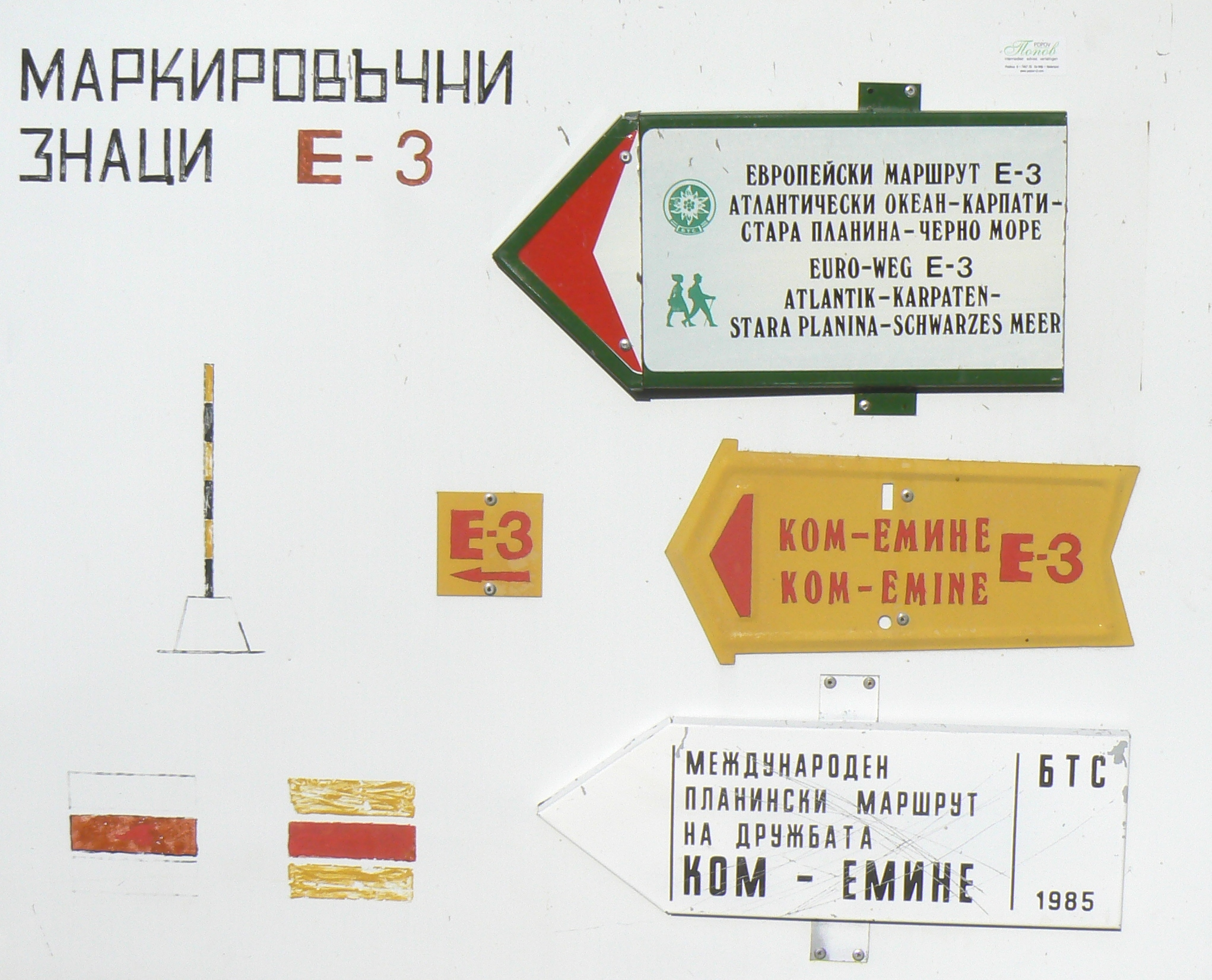
Los marcadores utilizados en la parte búlgara de la ruta.
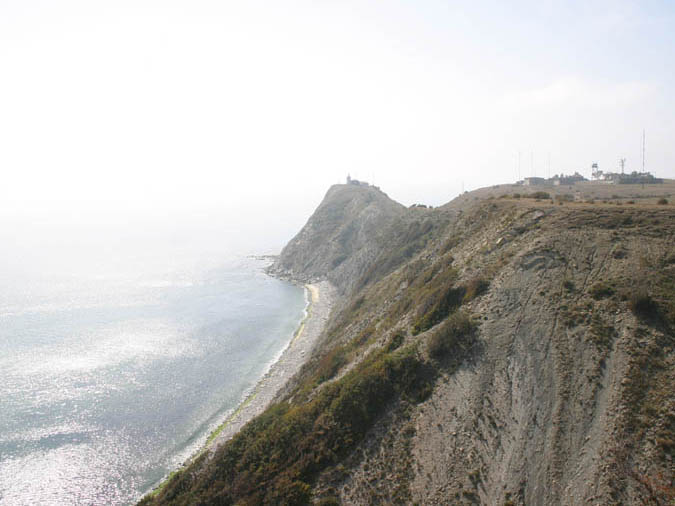
La E-3 acaba en Cabo Emine.